# Katharine Kuh
Katharine Kuh (Woolf, antes de se casar) (St. Louis, 15 de julho de 1904 - Nova York, 10 de janeiro de 1994) foi uma historiadora de arte, curadora, crítica e marchande estadunidense. Ela foi a primeira curadora de arte europeia do Instituto de Arte de Chicago.